# Олсон, Бобо
Бобо Олсон (англ. Bobo Olson; ; 11 июля 1928, Гонолулу — 16 января 2002, Гонолулу) — американский боксёр шведского и португальского происхождения. Чемпион мира в средней весовой категории (1953—1955).
В 1953 году признан «Боксёром года» по версии журнала «Ринг».

## Профессиональная карьера
Дебютировал на профессиональном ринге 19 августа 1944 года, одержав победу нокаутом во 2-м раунде.

### Первый бой сШугаром Рэем Робинсоном
26 октября 1950 года встретился с чемпионом мира в полусреднем весе Шугаром Рэем Робинсоном. На кону был титул чемпиона мира в среднем весе по версии штата Пенсильвания. Робинсон победил нокаутом в 12-м раунде.

### Чемпионский бой сШугаром Рэем Робинсоном
13 марта 1952 года во второй раз встретился с Шугаром Рэем Робинсоном. Для Робинсона этот бой был защитой титула чемпиона мира в среднем весе. Поединок продлился все отведённые 15 раундов. Робинсон победил единогласным решением судей и защитил титул.

### Чемпионский бой сРэндольфом Турпином
21 октября 1953 года встретился с экс-чемпионом мира в среднем весе британцем Рэндольфом Турпином. На кону был вакантный мировой титул в среднем весе. Олсон победил по очкам и, впервые в карьере, стал чемпионом мира. Счёт судей: 8-7, 9-4, 11-4.

### Успешные защиты титула
2 апреля 1954 года победил по очкам кубинца Кида Гавилана.
20 августа 1954 года победил по очкам американца Рокки Кастеллани.
15 декабря 1954 года нокаутировал в 11-м раунде француза Пьерра Ланглуа.

### Полутяжёлый вес
Вскоре после победы над Ланглуа, Олсон поднялся в полутяжёлый вес.
13 апреля 1955 года победил по очкам экс-чемпиона мира в полутяжёлом весе Джои Максима.

#### Чемпионский бой сАрчи Муром
22 июня 1955 года встретился с чемпионом мира в полутяжёлом весе Арчи Муром. Проиграл нокаутом в 3-м раунде.

### Возвращение в средний вес

#### Третий бой сШугаром Рэем Робинсоном
9 декабря 1955 года Бобо проводил защиту чемпионского титула в среднем весе. Его соперником, третий раз в карьере, стал Шугар Рэй Робинсон. Робинсон одержал победу нокаутом уже во 2-м раунде.

#### Четвёртый бой сШугаром Рэем Робинсоном
18 мая 1956 года Робинсон и Олсон встретились снова. На этот раз, Олсон выступал в качестве претендента на титул. Олсон потерпел досрочное поражение в 4-м раунде.
18 июня 1957 года во второй раз встретился с Джои Максимом. Победил по очкам. Бой был нетитульным.
27 ноября 1964 года проиграл нокаутом в первом же раунде пуэрториканцу Хосе Торресу.

## После бокса
В течение многих лет боролся с болезнью Альцгеймера. Ушёл из жизни 16 января 2002 года в возрасте 73-х лет.

## Признание
- Включён во Всемирный зал боксёрской славы.
- В 2000 году включён в Международный зал боксёрской славы[19].